# Gud är mitt allt
Gud är mitt allt är en engelsk psalm (okänd författare) om vårt absoluta beroende av Gud. Psalmen översattes till svenska 1884.
Musiken (Ess-dur, 2/2) är skriven 1861 av William Henry Monk, samma som till Bliv kvar hos mig - se dagens slut är när.

## Publicerad i
- Psalmer och Sånger 1987 som nr 360 under rubriken "Fader, Son och Ande - Gud, vår Skapare och Fader".[1]